# شهرستان لوپنور
شهرستان لوپنوریک شهرستان در چین است که در ولایت خودمختار بایینغولین مغول واقع شده‌است.

## نام
- به اویغوری: لوپنۇر ناھىيىسى
- به چینی: 尉犁县، به پین‌یین: Yùlí Xiàn
- به مغولی: ᠯᠣᠪᠨᠠᠭᠤᠷ ᠰᠢᠶᠠᠨ، به لاتین: Lobnaγur siyan، معادل سیریلیک: Лобнуур шянь

## جمعیت
| ترکیب قومیتی شهرستان لوپنور | ترکیب قومیتی شهرستان لوپنور | ترکیب قومیتی شهرستان لوپنور | ترکیب قومیتی شهرستان لوپنور | ترکیب قومیتی شهرستان لوپنور |
| --------------------------- | --------------------------- | --------------------------- | --------------------------- | --------------------------- |
| قومیت                       | قومیت                       |                             | درصد                        | درصد                        |
| هان                         | هان                         |                             | ۶۶٫۹٪                       | ۶۶٫۹٪                       |
| اویغور                      | اویغور                      |                             | ۳۲٫۰٪                       | ۳۲٫۰٪                       |
| هوئی                        | هوئی                        |                             | ۰٫۵٪                        | ۰٫۵٪                        |
| سایر                        | سایر                        |                             | ۰٫۶٪                        | ۰٫۶٪                        |
| منبع سرشماری جمعیت :        |                             |                             |                             |                             |

## تاریخچه
اولین واحد تقسیماتی مدرن که معادل ولایت خودمختار بایینغولین مغول بود، در سال ۱۸۸۲ میلادی تحت نام «ولایت قره‌شهر»، شامل سه شهرستان بوگور، لوپنور، و یانچی تاسیس شد. در سال ۱۸۹۹ میلادی، نام این ولایت به «ولایت یانچی» تغییر کرد.
در سال ۱۹۰۳ میلادی، شهرستان چارقیلیق با جدا شدن از لوپنور تاسیس شد.
در سال ۱۹۱۴ میلادی، شهرستان چرچن با جدا شدن از لوپنور تاسیس شد.
در ژوئن سال ۱۹۵۴ میلادی، «ولایت یانچی» منحل شد. در این سال، ۲ واحد تقسیماتی جدید بجای این ولایت تاسیس شدند. اولین این دو، «ولایت خودمختار بایینغولین مغول» است که شامل ۳ شهرستان یانچی، هجینگ، و خوشوت، در بر گیرندهٔ ۱۱٪ مساحت «ولایت یانچی» در شمال آن. دومین این دو، «ولایت کورلا» است که شامل ۵ شهرستان کورلا، بوگور، لوپنور، شهرستان چارقیلیق، شهرستان چرچن در بر گیرندهٔ ۸۹٪ مساحت «ولایت یانچی» در جنوب آن. 
۶ سال بعد، در دسامبر سال ۱۹۶۰ میلادی، «ولایت کورلا» در «ولایت خودمختار بایینغولین مغول» ادغام شد. مرکز ولایت خودمختار بایینغولین مغول از یانچی به کورلا انتقال یافت.